# Balaka streptostachys
Balaka streptostachys là loài thực vật có hoa thuộc họ Arecaceae. Loài này được D.Fuller & Dowe mô tả khoa học đầu tiên năm 1999.